# 新・旭日の艦隊 須佐之男死闘篇
『新・旭日の艦隊 須佐之男死闘篇』（しん・きょくじつのかんたい すさのおしとうへん）は、飯島祐輔による漫画作品。荒巻義雄原作の架空戦記小説『新・旭日の艦隊』のコミック版の外伝。

## 概要
物語は、コミック版『新・旭日の艦隊』第6巻のイースター島攻略戦の時期に当たる。タイトルは『新・旭日の艦隊』となっているが、コミック版『新・紺碧の艦隊』第3巻の続編の体裁をとっている。これは、コミック版『新・紺碧の艦隊』を担当していた居村眞二が2005年9月1日に急逝し、コミック版『新・紺碧の艦隊』が未完となってしまったため、コミック版『新・旭日の艦隊』を完結させた飯島に対し、編集部が2008年に「"艦隊シリーズ"を完結させて欲しい」と依頼したためである。
しかし、居村の残した構想が膨大な量だったことやページ数が全2巻という条件だったことから、「全てを描くのは無理」と飯島が判断し、テーマを絞った結果、前原とトルガーの対決のみを描くことになった。
なお、飯島が本作完結後の2010年2月7日に急逝しており、本作が事実上の遺作となった。

## ストーリー
ドイツ第三帝国軍が立て籠もるイースター島に対する連合軍の攻略作戦が行われていた頃、前原一征率いる紺碧艦隊は太平洋において独Uボート部隊から連合軍の輸送船団を護衛する任務についていたが、Uボート部隊を壊滅させた直後に謎の潜水艦からの攻撃を受ける。その潜水艦の正体は、世界を影で操る超国家組織「海の目」が対紺碧艦隊用に建造した戦闘潜水艦ザンベンドルフだった。

## 登場人物

### 大日本合衆国
前原一征
海軍少将。紺碧艦隊司令官。本作では須佐之男号艦長も兼任している。
「海の目」の正体を探るため、ザンベンドルフの拿捕を試みる。
納屋碧
紺碧島の開拓者・納屋南海男の娘で、大高の秘書。須佐之男号の暗号係を担当している。
コミック版『新・紺碧の艦隊』では前原の娘・千鶴が須佐之男号に乗艦していたが、「千鶴より碧を描きたい」という作者の都合で、千鶴に代わり須佐之男号に乗艦している。
入江九市
海軍大佐。紺碧艦隊副司令官。須佐之男号艦長を務めているが、本作では司令代理として富嶽号に乗艦している。
林信吾
海軍中佐。旭日艦隊直属の諜報機関「ハギス」の指揮官。前原の依頼を受け、トルガーの素性を調査する。
本郷義昭
陸軍少佐。諜報機関「東機関」の指揮官。南米を第三帝国陣営から切り離すため暗躍している。本作ではチリに滞在している。
大石蔵良
海軍元帥。旭日艦隊司令長官。
尾崎亜由美
新聞記者。旭日艦隊の一員。
大高弥三郎
日本国大統領。前原にザンベンドルフの拿捕を依頼する。
高野五十六
海軍大将。軍令部総長。

### 「海の目」
トルガー・フォン・シドー
ザンベンドルフ艦長。元ドイツ海軍中佐で、U-252潜の元艦長。第二次世界大戦時に数々の戦功を挙げ、その実力を見込まれ「海の目」にスカウトされる。
須佐之男号を追い詰めるが、エンジン部を破壊され敗れる。敗北後は紺碧艦隊の一員となり、前原と共に「海の目」総本部を攻略する。
シュバンクマイエル
トルガーの部下。トルガーと共に「海の目」にスカウトされる。
CEO
「海の目」の首領。紺碧艦隊に対抗するため、ザンベンドルフの開発を命じる。
「海の目」総本部が攻撃された際に潜水艦で脱出を図るが、須佐之男号とザンベンドルフによって撃沈され死亡する。
グ・ルーチョ
「海の目」の科学者で、ザンベンドルフの開発者。
「海の目」総本部が攻撃された際にCEOと共に脱出を図るが、須佐之男号とザンベンドルフによって撃沈され死亡する。

## 登場兵器
日本
須佐之男号
紺碧艦隊旗艦。
富嶽号
紺碧艦隊所属の潜水艦。
「海の目」
ザンベンドルフ
対紺碧艦隊用に開発された潜水艦。全長120m、排水量12000t。ポンプジェットと燃料電池による電磁推進を採用しているため、無音航行が可能。燃料電池は搭載量が限られるため、通常時は別の動力を使用している。
ドイツ
シンフォニー級海中戦艦
太平洋海中艦隊所属。紺碧艦隊に撃沈される。
スレイブニル級海中空母
太平洋海中艦隊所属。紺碧艦隊に撃沈される。
エスケンデロム
改ビスマルク級戦艦。"暫定"太平洋艦隊の"暫定"旗艦。アメリカ艦隊に撃沈される。
アメリカ
セルズニック級戦艦
イースター島攻略作戦に投入される。攻略後はドイツ"暫定"太平洋艦隊撃滅作戦に投入される。

## 単行本
- 飯島祐輔 『新・旭日の艦隊 須佐之男死闘篇』 中央公論新社〈C★NOVELS COMICS〉全2巻
  1. 上巻 2009年4月25日発売 ISBN 978-4-12-004023-8
  2. 下巻 2009年6月25日発売 ISBN 978-4-12-004024-5